# Люмпен середній
Люмпен середній (Anisarchus medius) — вид окунеподібних риб родини Стіхеєві (Stichaeidae).

## Поширення
Вид зустрічається на півночі Тихого океану біля берегів Японії, Кореї та Приморського краю Росії та на півночі Атлантики біля берегів Гренландії та Європи.

## Опис
Тіло видовжене, звужується до хвоста, очі великі, край орбіт виходить за верхній край голови. Промені спинного та анального плавців заходять за основу хвостового плавця. Тіло жовтуватого або коричневого забарвлення.

## Спосіб життя
Донна риба, 30 см завдовжки. Полюбляє мулисте дно, на глибинах 10-300 м у водах з низькою температурою.